# Groot Haesebroek
Groot Haesebroek is een buitenplaats en voormalig kasteel in de Nederlandse plaats Wassenaar, provincie Zuid-Holland. De buitenplaats is een rijksmonument.

## Naam
De naam is afkomstig van het laaggelegen, drassige broekland dat rijk was aan hazen. In 1704 werd de toevoeging 'Groot' voor het eerst in documenten vermeld.

## Geschiedenis
In 1320 droeg Gerrit Gael zijn huis en land Haesbroeke op aan graaf Willem III van Holland en om het direct weer in leen terug te krijgen. Gerrit was een familielid van het invloedrijke geslacht Van Wassenaer. Hij liet Haesebroek na aan zijn zoon Jan en kleinzoon Baertoud. In 1389 kreeg jonkvrouw Baertout Gael het goed in bezit en zou zich er zelfs naar vernoemen: Baertout van Haesbroec.
Het goed vererfde in de 15e eeuw naar de familie Van Bakenesse. Hierna kwam het in handen van Philips van Wassenaer om in 1478 in bezit te komen van Adriaan van der Bouchorst. De familie Van der Bouchorst bleef tot 1669 in bezit van Haesebroek.
In 1679 kocht Harmannus van den Nijpoort het goed tijdens een openbare verkoop. In 1751 volgde opnieuw een openbare verkoop, waarbij Jan de Back het goed in bezit kreeg. Hij paste de geometrische tuin aan in de rococostijl. Op dat moment was Groot Haesebroek 92 morgen groot.
Jacob Mossel kocht in 1765 het landgoed. Volgens een opmeting in 1770 was het landgoed ruim 205 morgen groot. Hij liet het landgoed in 1800 na aan zijn dochter Johanna Theodora Mossel. Omdat haar echtgenoot Isaäc van Schinne de eigenaar was van het naastgelegen landgoed Wildrust, kwamen beide buitenplaatsen nu in één hand. Hun dochter Jacoba Theodora erfde de bezittingen.

### Oranje-Nassau
Na het overlijden van Jacoba Theodora in 1854 kocht prins Frederik van Oranje-Nassau het landgoed aan, samen met Wildrust, waarbij Groot Haesebroek als woonhuis ging dienen de rentmeester. De tuin werd door de Duitse landschapsarchitect Carl Eduard Adolph Petzold omgevormd tot een park in landschapsstijl. Frederiks dochter Marie von Wied erfde in 1881 het landgoed en verkocht het in 1898 aan M.A.J. Geluk.

### Kröller-Müller
In 1907 kreeg Exploitatie Maatschappij Park Groot Haesebroek het landgoed in handen en verkavelde de gronden ten behoeve van de bouw van villaparken, waaronder De Kieviet. Het 17e-eeuwse huis kwam in 1915 in eigendom van N.V. Müller & Co.’s Algemeene Exploitatie Maatschappij. De vennoten Anton G. Kröller en zijn echtgenote Hélène Kröller-Müller betrokken in 1916 het landhuis en brachten hier hun schilderijencollectie onder. In de jaren 1930-1931 lieten zij het oude huis vervangen door een nieuw landhuis, ontworpen door de Belgische architect Henry Van de Velde. In 1937 werd dit landhuis tijdelijk ingericht als museum, waarna de collectie in 1938 verhuisde naar het Kröller-Müller Museum in Otterlo.

### Canada
Het landhuis ging in 1937 over in handen van D. Wolf, die naast het landgoed golfbanen liet aanleggen. Tijdens de Tweede Wereldoorlog deed Groot Haesebroek dienst als woning voor de Duitse bevelhebber van de Wehrmacht, Friedrich Christiansen.
In 1946 huurde Canada het landgoed om als woning te dienen voor de ambassadeur. Drie jaar later kocht Canada het landgoed aan.

## Beschrijving
Het is niet bekend hoe het middeleeuwse huis er uit heeft gezien en wanneer het is afgebroken.
Bij de verkoop in 1751 bestond Groot Haesebroek uit een herenhuis, boerderij, schuur en boomgaard, en 43 morgen aan voornamelijk agrarisch land. Jan de Back paste de geometrische tuin hierna aan in rococostijl. Volgens een kaart uit 1766 bestond Groot Haesebroek op dat moment uit een rechthoekig landhuis met aanbouw en diverse bijgebouwen.

### Rijksmonument
Het huidige woonhuis is gebouwd in 1930-1931 in de stijl van het Nieuwe bouwen, naar een ontwerp van Henry van de Velde. Het onderkelderde huis telt twee bouwlagen in gele baksteen. De verschillende bouwmassa's verspringen ten opzichte van elkaar in hoogte en diepte. De hoofdentree bevindt zich in de noordoostgevel.
Het park bestaat uit twee delen: een 19e-eeuws deel in landschapsstijl en een 20e-eeuws deel in de Nieuw Architectonische tuinstijl. Het 20e-eeuwse deel van het park is symmetrisch opgezet en is ontworpen in samenhang met het woonhuis. Verder is er nog een moestuin met een kas en tuinmuur, eveneens uit de jaren 20.
Het landgoed is te bereiken via een toegangshek dat eveneens in 1928-1929 is gebouwd volgens de principes van het Nieuwe Bouwen. De twee pijlers zijn opgetrokken uit gele baksteen.
Zowel het woonhuis, het park, de moestuin als het toegangshek zijn aangewezen als rijksmonument.
Abbenbroek · Abspoel · Adegeest · Slot Alkemade ·  Altena · Arkelsburg · Bellesteyn · Huis ten Berghe · Binckhorst · Binnenhof · Blijdestein · Te Blotinghe · Boekenburg · Boekhorst · Boshuysen · Bulgersteyn · Burcht (Leiden) · Burcht (Voorne) · Slot Capelle · Coebel · Cranenburg · Crayestein · Cronesteyn · Crooswijk · Develstein · 't Huys Dever · Dirks Steenhuis · Ter Does · Duivenstein · Duivenvoorde · Endegeest · Endepoel · Foreest · Giessenburg · Gravensteen · Groot Haesebroek · 's Heeraartsberg · Hof van Wateringen · Holy · Slot Honingen · Kasteel van de Heren van Arkel · Kasteel van Gouda · Keenenburg · Kasteel Keukenhof · Klein Poelgeest · Huis te Langerak · Langestein · Huis te Liesveld · Ter Lips · De Loo · Madeburcht · Marenburch · Meerburg · Huis te Merwede · Huis ter Mey · Kasteel van der Meye · Niemandsvriend · Noordeloos · Oud-Berendrecht · Oud-Poelgeest · Oud Teylingen · Paddenpoel · Persijn · Groot Poelgeest · Hof van Putten · Puttensteyn · Landgoed De Raephorst · Kasteel Ravesteyn · Kasteel van Rhoon · Rijnegom · Rijnenburg · Huis te Riviere · Rodenburg · Hofstad Rodenrijs · Rodenrijs · Rosenburgh · Huis Roucoop · Santhorst · Schelluinderberg · Schonenburg · Kasteel van Schoonhoven · Souburgh · Spangen · Starrenburg · Huis ter Specke · Steenvoorde · Stenevelt · Slot Teylingen · Den Toll · Torenvliet · Slot Valckesteyn · Huis ter Waard · Warmont · Ter Weer · Hof van Wena · Kasteel Westerbeek · Huis te Woude · Kasteel van IJsselmonde · 't Zand · Huis Zevender · Kasteel aan de Zevender · Zijlhof · Zonneveld · Huis Zuidwijk · Zwieten